# Ceceaigis
Ceceaigis es un Dios prerromano cuyo culto pervivió tras la conquista de la península ibérica por el Imperio Romano, dado que el invasor, tolerante y destituido de la fobia iconoclasta, hábil en su política de dominio, se limitó a integrar las fórmulas rituales del culto romano, identificando simplemente los dioses del Lacio a las divinidades ibéricas de atributos similares.
Se conservan dos exvotos a esta divinidad, uno en la aldea de Zaparín (Orense, España) y otro en la de Graginho (Chaves, Portugal). Son dos aras, la gallega permanece en la aldea de Zaparín como pilar sujetando una cruz, y la ara portuguesa en el museo de Chaves. Ambas comparten características formales, pieza rectangular de piedra granítica con pie y cornisa y el texto en una sola cara y formando renglones.
- Datos: Q5759740